# Zemljini suorbitalni asteroidi
Zemljini suorbitalni asteroidi, asteroidi koji su u suorbiti sa Zemljom. Zemlja nema suorbitalnih mjeseca i jedini poznati suorbitalni mjeseci nalaze se u Saturnovom sustavu.
Broj asteroida koji suorbitiraju sa Zemljom je mali. Prvi od njih koji je otkriven je 3753 Cruithne, koji kruži oko Sunca u razdoblju nešto kraćem od Zemljine godine, rezultat čega je orbita koja gledana sa Zemlje izgleda poput zrna graška centrirana na položaj ispred položaja Zemlje. Orbita se polako pomiče dalje ispred Zemljine orbitalne pozicije. Kada se Cruithneova orbita pomakne na položaj gdje prati Zemlju a ne ide ispred, gravitacijski učinak Zemlje povećava orbitno razdoblje te stoga orbita tad zaostaje i vraća se na početni položaj. Puni ciklus od vođenja do praćenja Zemlje traje 770 godina, što vodi do kretanja oblika potkove s obzirom na Zemlju.
Od tad je otkriveno više rezonantnih objekata blizu Zemlje. Njima pripadaju 54509 YORP, (85770) 1998 UP1, 2002 AA29, 2010 SO16, 2009 BD i 2015 SO2 koji su u rezonantnim orbitama sličnih Cruithneovom. 2010 TK7 je prvi i do danas jedini identificirani Zemljin Trojanac. 
Uzima se da su asteroidi iz obitelji Hungaria jedni od mogućih izvora koorbitalnih objekata Zemlje, životna vijeka do oko 58.000 godina.
Znanstvenike je zanimala mogućnost udara tih asteroida u Zemlju. Jeremy B. Tatum je u radu The Capture Cross-Section of Earth for Errant Asteroids. iznio procjenu neophodne radijalne udaljenosti da bi se dogodio udar. Analizom u kojoj je razmotrio sustav dvaju tijela, Sunce - Zemlja i Sunce - asteroid, došao je do zaključka da bi se asteroidi s radijalnim pozicijama između 0,9943 i 1,0057 AJ neophodno sudarili sa Zemljom. Međutim, Domingos i Winter su pokazali da je to krivi pristup dinamičnom sustavu. Računajući s cirkularnim restringiranim problemom tri tijela, verificirali su da asteroidi u predviđenom području sudara sa Zemljom imaju stabile potkovaste putanje.
Većina Zemlji bliskih asteroida kad se primaknu Zemlji obično prolete pored Zemlje. Povremeno budu vijest oko vremena kad su najbliže. 2003. godine pojavio se jedan drugačiji. Atonski asteroid 2003 YN107 je 1999. došao i ostao. Zbog rezonancije srednjeg gibanja sa Zemljom od 1:1, u koorbitalnoj je konfiguraciji sa Zemljom. Nije Zemljin mjesec jer nije povezan sa Zemljom. Od 1997. do 2006. bio je na manje 0,1 AJ (15 milijuna km) od Zemlje i izgledalo je da polako kruži oko Zemlje.
Astronomi smatraju da je jedan u cijeloj populaciji asteroida blizu Zemlje. Populacija nije od onih koji tek prolete, nego naprave stanku te godinama prave putanju svrdla vadičepa oko Zemlje prije nego što nastave put dalje. Ove nazivaju Zemljinim suorbitalnim (koorbitalnim) asteroidima (eng. Earth Coorbital Asteroids) ili kraće "koorbitalcima" (eng. coorbitals). U biti dijele Zemljinu orbitu i idu oko Sunca skoro točno jednu godinu, poput Zemlje. Povremeno koorbitalac uhvati Zemlju odostraga ili obrnut te kreće ples. Asteroid dok još kruži oko Sunca, usporeno tvori putanju oblika svrdla vadičepa oko Zemlje. Naizgled Zemlja ima novi mjesec, ali u stvarnosti ih nije zarobila Zemljina gravitacija. Danas je astronomima poznato nekoliko malih asteroida koji ovo izvode: 2003 YN107, 2002 AA29, 2004 GU9 i 2001 GO2, Ostali u skupini ovih kvazisatelita 10563 Izhdubar, 54509 YORP, (66063) 1998 RO1, (85770) 1998 UP1 i (85990) 1999 JV6. Prije 1996. 2003 YN107 bio je u tzv. potkovastoj orbiti oko Sunca, duž Zemljine. Poslije 2006. zadržao je tu orbitu, što ga čini sličnim 2002 AA29, koji će postati Zemljin kvazisatelit za oko 600 godina.
Premda malen, 2003 YN107 privukao je zbog osobitosti pažnju astronoma, jer se očekivalo skoro napuštanje Zemljine orbite, te se moglo pratiti ponašanje na odlasku. Zbog udubljenosti jednog dijela putanje 10. lipnja je uronio dublje nego inače u Zemljinu blizinu. Po proračunima trebao je napustiti Zemljinu blizinu baš zbog Zemljine gravitacije, koja bi mu trebala dati poguravanje potrebno za odlazak. Odlazak nije zauvijek, jer se očekuje da bi se za 60 godina opet vratio u Zemljinu blizinu i igrao ulogu prividnog mjeseca u putanji vadičepa. Najzanimljiviji je 2004 GU9 zbog svoje veličine i upečatljivo stabilne putanje. S promjerom od oko 200 metara, relativno je velik. Prema kalkulacijama koje su napravili S. Mikkola i dr. 2006. i objavili u Monthly Notices of the Royal Astronomical Society, kruži oko Zemlje već 500 godina i vjerojatno će kružiti sljedećih 500 godina. Često se spominje 3753 Cruithne kao koorbitalca, ali prema Paulu Chodasu ne spada u ovu kategoriju zbog preekscentrične orbite (e = 0.51), pa ne izvodi isti pokret vadičepa poput ostalih. Zbog toga ih se zove i vadičep asteroidima (eng. Corkscrew Asteroid).
Na pitanje otkuda dolaze, daju se dva odgovora. Jedni možda nastaju kao krhotine udarom meteorita u Mjesec, a drugi iz Glavnog asteroidnog pojasa.

## Vanjske poveznice
- Smithsonian National Air and Space Museum  Arhivirana inačica izvorne stranice od 25. lipnja 2020. (Wayback Machine) Near Earth Asteroids Exploring the Planets